# Chiến dịch Osoaviakhim
Trong khuôn khổ chiến dịch Ossawakim  trong tháng 10 năm 1946 hơn 2.000 khoa học gia, kỹ sư và kỹ thuật gia Đức bị bắt đi và bắt buộc làm việc cho Liên Xô. Tên của chiến dịch lấy từ một tổ chức bán quân sự ở Liên Xô OSSOAWIACHIM, việc chuẩn bị và thi hành tuy nhiên thuộc về bộ nội vụ NKVD.
Trong đêm từ 21 sang 22 tháng 10 năm 1946 các đơn vị đặc biệt Liên Xô trong một chiến dịch bí mật chiếm cứ các căn hộ của các nhà chuyên môn Đức và bắt buộc những người này phải làm việc nhiều năm ở Liên Xô. Các xe vận tải và xe lửa đã sẵn sàng chở họ cùng gia đình và của cải. Tổng cộng người ta tính ra là khoảng 10.000-15.000 người, đa số là bị ép buộc phải sang Liên Xô. Mặc dù vậy số phận của họ không đến nỗi quá tệ. Họ và gia đình có chỗ ở, và tiền lương thường cao hơn là những đồng nghiệp người Liên Xô. Những nhà khoa học, kỹ thuật gia và những chuyên viên được phân chia vào những chương trình và nhóm làm việc, đa số trong những ngành như hàng không, kỹ thuật hỏa tiễn, nghiên cứu nguyên tử, hóa học và quang học.
Các cường quốc phương Tây đã phản đối chiến dịch này, nhưng không tìm thấy những căn bản luật pháp để làm thêm những bước tiếp theo.
Sau đó nhiều hãng xưởng từ những ngành công nghệ tân tiến bị tháo dỡ và được chở sang Liên Xô, trong đó có Trung tâm hỏa tiễn V-2 tại Mittelwerk Nordhausen, những tài liệu từ các trung tâm thử nghiệm như trung tâm thử nghiệm quân sự hàng không trung ương của không quân Đức ở Erprobungstelle Rechlin, hãng Carl Zeiss ở Jena, hãng chế máy bay và động cơ Junkers ở Dessau và hãng máy bay Siebel ở Halle. Đây là một phần của việc bồi thường chiến tranh, mà được thỏa thuận trong hiệp ước Potsdam. Chiến dịch Ossawakim bảo đảm là sẽ có đủ các nhà chuyên môn, để sử dụng và phát triển. Liên Xô muốn nhờ đó, phát triển thêm nữa ngành công nghệ quân sự cũng như kỹ thuật nguyên tử và hỏa tiễn. Vì những lý do chiến lược Liên Xô không muốn để những việc nghiên cứu và phát triển quân sự tại những vùng chiếm đóng, nhất là khi hiệp ước Potsdam đã thỏa thuận biến nước Đức thành một vùng phi quân sự.
Ngoài ra, chiến dịch Ossawakim cũng để đối lại với chiến dịch cái kẹp giấy, chương trình chuyển kiến thức và các nhà khoa học của Hoa Kỳ, mà đã hoạt động từ tháng 3 năm 1946.
Mãi đến cuối năm 1949 những người đầu tiên mới có thể trở về. Các nhà chuyên môn làm tại các chương trình quân sự phải chấp nhận ở lại thêm nhiều năm nữa.